# La oración del huerto (El Greco, Bilbao)
La oración del huerto de Getsemaní es una obra de Doménikos Theotocópuli—el Greco— realizada hacia 1605 y 1610, durante el último período del pintor. Harold Wethey, en su catálogo de obras del Greco, lo sitúa en la colección de Félix Valdés Izaguirre, en Bilbao.

## Tema de la obra
El episodio de la oración del huerto de Getsemaní está narrado en los cuatro evangelios canónicos, brevemente en el evangelio de Juan (Jn 18: 1-3)  y de forma más detallada en los otros tres. La pintura del Greco se basa en el evangelio de Lucas (Lc 22: 39-46) ya que representa a Jesús arrodillado, y no prosternado como lo narran el.evangelio de Mateo (Mt 26:36-46) y el evangelio de Marcos (14; 32-42).

## Introducción
En su catálogo razonado de obras del Greco, Wethey distingue dos variantes sobre este tema: el tipo I, que comprende tres pinturas de formato apaisado —una de ellas la presente obra— mientras que los lienzos de formato vertical componen el tipo II.

## Descripción de la obra

### Datos técnicos y registrales
- Técnica: pintura al óleo;
- Soporte: lienzo;
- Dimensiones: 100 × 143 cm;
- Datación: hacia 1605-1610;
- Catalogado por Wethey, con el n.º 31, y por Tiziana Frati, con el n.º 90-c.[8]

### Comentario sobre la obra
El lienzo ha llegado a la actualidad recortado, perdiéndose algunos detalles y la profundidad espacial. Difiere de La oración del huerto (Toledo-Ohio) —el prototipo de este modelo—  en varios aspectos. Aquí, los arbustos en la roca no parecen resecos, y el olivo tiene un abundante y hermoso follaje verde. Por contra, se han eliminado las florecillas del primer plano, delante del manto de Jesús. La vestidura de Cristo es de un rojo más oscuro, formando con su manto azul un bello contraste sobre el fondo. La vestidura del ángel es aquí completamente blanca, con destellos azulados.

## Ubicación
1. Convento de Santa Teresa (San Sebastián)
2. Colección de Félix Fernández-Valdés Izaguirre (hasta 1976)
3. Herederos de Félix Valdés Izaguirre
4. En préstamo para una exposición en el museo de Bellas Artes de Bilbao, entre el 7 de octubre de 2020 y el 28 de febrero de 2021[10]

## Atribución
Según Camón Aznar, Wethey y Halldor Soehner, la obra es del Greco. Sin embargo, Gudiol sostiene que intervinieron también otros artistas en su realización.